# Larsonia pterophylla
Larsonia pterophylla is een hydroïdpoliep uit de familie Pandeidae. De poliep komt uit het geslacht Larsonia. Larsonia pterophylla werd in 1879 voor het eerst wetenschappelijk beschreven door Haeckel. 